# Paolo Finardi
Paolo Finardi (Castel Rozzone, 26 marzo 1928 – Brno, 15 luglio 2014) è stato un partigiano italiano, noto per essere stato parte dell'organizzazione paramilitare Volante Rossa "Martiri Partigiani".

## Biografia
Attivo, seppur giovanissimo, come staffetta durante la Resistenza, fu imputato per l'omicidio del 27 gennaio 1949 di cui fu vittima Felice Ghisalberti, ex milite della Legione Muti che era accusato di aver ucciso Eugenio Curiel (anche se Ghisalberti per questo fatto era già stato sottoposto a processo e prosciolto il 4 giugno 1947). Dopo la condanna all'ergastolo riparó nell'allora Cecoslovacchia, unitamente ad altri tre "volantisti".
In seguito un ex partigiano vicino alla Volante rossa che aveva trovato lavoro presso l'officina del padre tentò di giustificare l'omicidio sostenendo che Ghisalberti si sarebbe vantato in pubblico di aver ucciso dei partigiani. Alla fine del 1978 l'allora Presidente della repubblica Sandro Pertini concesse la grazia a lui, Giulio Paggio - il "tenente Alvaro", morto a Praga nel novembre del 2008 - e Natale Burato (solo quest'ultimo decise di ritornare in Italia): tutti e tre erano stati condannati all'ergastolo dal tribunale di Verona nel 1951.
Poco prima di morire, Finardi ha accettato di essere intervistato da Massimo Recchioni, appassionato  e studioso della Resistenza, scrittore e responsabile dell'ANPI, in Repubblica Ceca, dopo aver evitato domande su di sé e l'organizzazione per circa sessant'anni, traendone il libro biografico Ultimi fuochi di Resistenza.